# 皓天財經
皓天財經集團控股有限公司，簡稱皓天財經集團控股、皓天財經集團，以及皓天財經（英語：Wonderful Sky Financial Group Holdings Limited，港交所：1260），在1992年由劉天倪先生創立一家在香港和中國內地經營財經資訊信息、印刷財經資料，路演活動提供信息等。
而股份在2012年3月30日在香港交易所主板上市，根據招股書資料，該公司招股價為1.5港元，全球發行所有股份為250,000,000股，而集資額為3.75億港元。
總部位於香港中環皇后大道中99號中環中心9樓。

## 連結
- WSFG.hk （页面存档备份，存于）